# Giro del Friuli 2002
Il Giro del Friuli 2002, ventottesima edizione della corsa, si svolse il 31 agosto 2002 su un percorso di 200 km, con partenza da Pontebba e arrivo a Tarvisio. La vittoria fu appannaggio dell'italiano Franco Pellizotti, che completò il percorso in 4h51'10", alla media di 41,214 km/h, precedendo i connazionali Davide Rebellin e Gilberto Simoni.

## Ordine d'arrivo (Top 10)
| Pos. | Corridore          | Squadra                    | Tempo    |
| ---- | ------------------ | -------------------------- | -------- |
| 1    | Franco Pellizotti  | Alessio                    | 4h51'10" |
| 2    | Davide Rebellin    | Gerolsteiner               | s.t.     |
| 3    | Gilberto Simoni    | Saeco-Longoni Sport        | s.t.     |
| 4    | Michael Rasmussen  | CSC-Tiscali                | s.t.     |
| 5    | Fabio Bulgarelli   | De Nardi-Pasta Montegrappa | s.t.     |
| 6    | Hernán Buenahora   | Cage Maglierie-Olmo        | a 0'08"  |
| 7    | Ruggero Marzoli    | Formaggi Trentini          | a 0'33"  |
| 8    | Luca Mazzanti      | Mercatone Uno              | s.t.     |
| 9    | Simone Masciarelli | Acqua e Sapone             | s.t.     |
| 10   | Gorazd Štangelj    | Fassa Bortolo              | s.t.     |